# Publi Plauci Pròcul
Publi Plauci Pròcul (en llatí: Publius Plautius Proculus) va ser un magistrat romà que formava part de la gens Plàucia.
Va ser elegit cònsol l'any 328 aC, juntament amb el seu col·lega Publi Corneli Escàpula.
| «                                       | L'any següent, quan Publi Plauci Pròcul i Publi Corneli Escàpula eren cònsols, no es va destacar per cap episodi de caràcter militar o civil | » |
| — Titus Livi. Ab Urbe Condita, VIII, 22 | |   |